# Federazione calcistica di Anguilla
La Federazione calcistica di Anguilla, ufficialmente Anguilla Football Association (AFA), fondata nel 1990, è il massimo organo amministrativo del calcio ad Anguilla. Affiliata alla CONCACAF dal 1994 e alla FIFA dal 1996, essa è responsabile della gestione del campionato di calcio di Anguilla e della nazionale di calcio di Anguilla.